# فرنسيس جاي هيرون
فرنسيس جاي هيرون (بالإنجليزية: Francis J. Herron)‏ هو ضابط أمريكي، ولد في 17 فبراير 1837 في بيتسبرغ في الولايات المتحدة، وتوفي في 8 يناير 1902 في نيويورك في الولايات المتحدة.